# Podgoricas flygplats
Podgoricas flygplats (serbiska: Aerodrom Podgorica) (IATA: TGD, ICAO: LYPG) är en internationell flygplats belägen i Golubovci i Montenegro, omkring 12 kilometer söder om huvudstaden Podgorica. Flygplatsen är en av de två allmänna flygplatserna i Montenegro, den andra är Tivat flygplats. Flygplatsen är den viktigaste i landet.

## Historia
IATA-koden för flygplatsen är fortfarande TGD eftersom Podgorica hette Titograd (efter Josip Broz Tito) från 1946 till 1992.

## Miltiärverksamhet
Podgoricas flygplats är en allmän flygplats, men delar huvudvägen med den närbelägna Podgorica luftmilitära bas. En av landningsbanorna används inte av civilplan, eftersom den knappt är uppmärkt och endast är 15 meter bred.
Šipčanikskyddet blev allvarligt skadat år 1999 under Kosovokriget, och har varit oanvänt sedan dess. Då Montenegro blev självständigt (3 juni 2006), är det förväntat att militär aktivitet kommer reduceras på flygplatsen.

## Huvudterminal
Den nya passagerarterminalen (5 500 m²) öppnades 14 maj 2006. Den har åtta avgångs- och två ankomstgater, och klarar av 1 miljon passagerare per år. Flygplatsen har idag omkring 300 000 resenärer varje år. 

## Flygbolag och destinationer
Flygplatsen har internationella flygningar till Europa. De två största flygplatserna i Montenegro ligger omkring 80 kilometer ifrån varandra, och därmed går ingen regulärtrafik inom Montenegro. 
Varje dag avgår flygningar till Belgrad, samt till många andra europeiska städer och världsdestinationer. Under sommaren finns många internationella anslutningar.